# أحدوت هعفودا
احدوت هعفودا ((بالعبرية: אַחְדוּת הַעֲבוֹדָה)) واسمه الكامل (الاتحاد الصهيوني الاشتراكي لعمال ارض إسرائيل)، هو حزب صهيوني تأسس في العشرينيات من القرن الماضي في فلسطين تحت الانتداب البريطاني. كان هذا الحزب القوة العمالية السائدة في الحركة العمالية وفي الهستدروت العامة.
الهدف الاساسي الذي من أجله أُنشأ هذا الحزب فكان توحيد العمال في اطار تنظيمي فوق سياسي. وانضم أعضاء حزب (بوعالي تسيون) ومجموعات عمالية غير حزبية إلى هذا الحزب الجديد واهتم المؤسسون بطرح القضايا الاستيطانية والمهنية والسياسية والثقافية والامنية التي تخص المستوطنات اليهودية والعمال بشكل خاص.
آمن الحزب بأن تحقيق الصهيونية يتم عن طريق الاشتراكية. وأيد الحزب قيام تنظيم عسكري عبري في فلسطين لحماية المستوطنات. واعتبر الحزب نفسه عضوا في الاتحاد العالمي الصهيوني. وأصدر الحزب نشرة ناطقة باسمه حملت الاسم (كونتراس).
من زعمائها البارزين كان ديفيد بن غوريون وبيرل كتسنلسون واسحق بن تسفي وديفيد ريميز والياهو غولومب.
ونجح الحزب من الحصول على نصف الاصوات في انتخابات الهستدروت ما منح بن غوريون زعامة الهستدروت. وانتهى وجود هذا الحزب عندما امتزج مع هبوعيل هتسعير مكونين حزب مباي عام 1930 الذي أضحى لاحقا حزب العمل الإسرائيلي.